# 韩家川乡
韩家川乡，是中华人民共和国山西省忻州市保德县下辖的一个乡镇级行政单位。

## 行政区划
韩家川乡下辖以下地区：
韩家川村、寨沟村、桑园塔村、沙坪村、牧宇塔村、小圪堆村、顺水焉村、曲八塔村、木瓜梁村、湍窝村、赵家庄村、豆塔村、官局村、下塔村、柴家湾村、焉头村和龙池村。